# Markia major
Markia major är en insektsart som först beskrevs av Brunner von Wattenwyl 1878.  Markia major ingår i släktet Markia och familjen vårtbitare. Inga underarter finns listade i Catalogue of Life.